# 贋金つくり (アンドレ・ジッド)

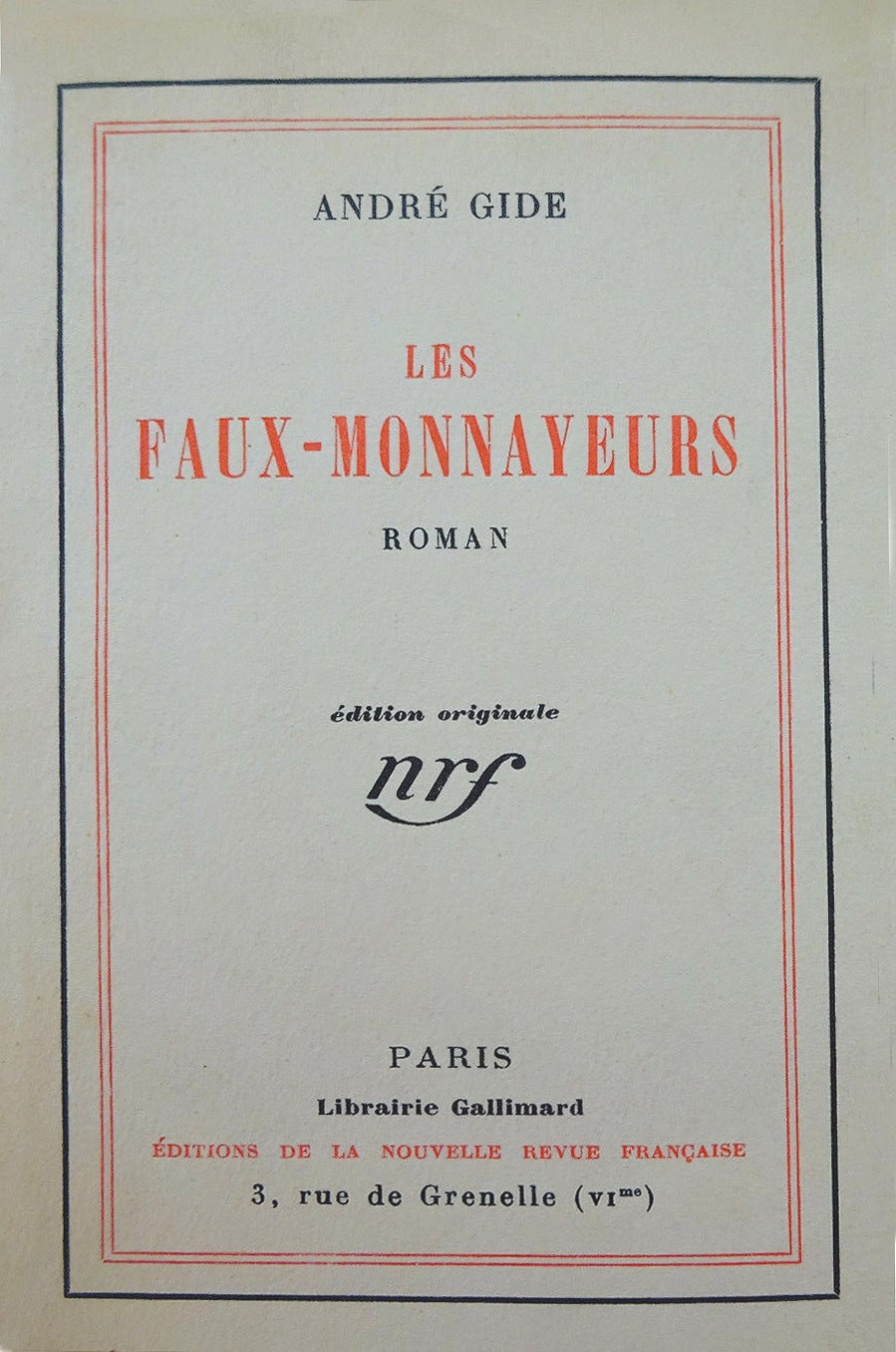

『贋金つくり』（にせがねつくり、Les Faux-monnayeurs)　は、アンドレ・ジッドが1925年に発表した長編小説。『贋金つかい』とも訳される。『新フランス評論』誌上で発表された。本作はジッドの考える「純粋小説」、すなわち小説から本来的に小説には属さない要素を排除した上で成り立つ小説という理念の実現を目指したもので、単線的なプロットを廃し、章ごとに異なる登場人物の視点から、若手作家同士の軋轢や恋愛事件、贋金つくりの組織と少年の自殺といった事柄がからむ複雑な物語が描かれている。ヌーヴォー・ロマンのさきがけとも言われている。
「贋金」が主要なテーマのひとつである本作には、主要人物である作家エドゥアールによる構想中の小説として『贋金つくり』という同名の作中作が登場し、その書きかけの断片やエドゥアールの日記なども挿入しつつ、ジッド自身のそれを反映した文学論も語られている。ジッドはこの小説を実際にあった贋金事件（1906年）と少年の自殺事件（1909年）をもとに構想した。またこの小説の創作ノートが『贋金つくりの日記』として1926年に刊行されている。
2010年にフランスでテレビ映画がブノワ・ジャコ監督、メルヴィル・プポーがエデュアール (Edouard) 役で製作されている。